# 華翠大橋
華翠大橋（かすいおおはし）は台湾台北市万華区と新北市板橋区の境界、新店渓に架かる道路橋。その源流は台湾総督府鉄道（現在の台湾鉄路管理局）縦貫線の鉄道橋だった新店渓橋（しんてんけいきょう）にまで遡る。

## 概要
万華区と板橋区を結ぶ道路橋としては華江橋、万板大橋下流から3番目に位置し、上流側の光復橋を含めた4本のうちで供用は最後発。

### 新店渓橋（鉄道橋）
元々淡水橋経由で新竹方面を結んでいた清朝時代の路線（全台鉄路商務総局鉄道）は日本統治後も使用していたが、水害により桃園までは新店渓と大漢渓を渡河する現在のルートに変更され、新店渓を渡る橋は当時の金額で229,599円を投じて1900年（明治33年）1月に起工し、翌1901年（明治34年）2月20日に竣工。同年8月25日に台湾総督府鉄道縦貫線が現在のルートで開業と同時に新店渓橋として開通した。全長は1208フィート10インチ（約368メートル）の版桁橋。
その後1932年に改築工事が実施され、1935年の複線化工事完了後は、上下線でそれぞれ約368メートルの橋梁となった。
第二次世界大戦後に中華民国統治となると、1948年5月28日に橋上を走行中の列車で乗客が持ち込んだ可燃物が発火、140人が死傷する列車火災事故が発生している（新店渓橋列車火災事故）。6月12日に万華側の、6月25日には板橋側の住民が主催する追悼式典が新店渓橋付近で行われている。同年12月10日深夜にも本鉄橋上で列車爆破事件が発生し、2名が負傷した。
1981年6月23日に台風の襲来で被災、1983年12月26日に17メートル下流側で再建工事を着工、4度に及ぶ設計変更を経て1991年11月15日に竣工している。全長701メートルのビーム橋。これが現在の道路橋の直接の前身となる。
縦貫線の万華と板橋間の地下化事業は中央政府の六年国建に組み込まれ、1992年9月14日に起工した。1999年7月21日、縦貫線地下トンネルのうち、北側の複線水底トンネルが開通。2002年10月31日に縦貫線地下トンネル南側線も開通（現在は台湾高速鉄道が使用）。

### 華翠大橋（道路橋）
元の新店渓橋の橋脚を補強し、18.5メートルに拡幅、桁をI型鋼に架け替えて道路橋に用途転換する事業は交通部台北市区地下鉄路工程処(鉄路改建工程局の前身)によって始動、1999年9月15日に起工。華翠大橋と命名され、2001年8月16日に北側（下流側）と県民大道が開通した。この時点では暫定上下2車線だった。2002年7月27日、残る道路橋南側（上流側）も開通、上下4車線となった。橋前後の台鉄縦貫線の元地上線部分も、地下化後に艋舺大道と県民大道となり、華翠大橋を介して板橋と万華が直接往来できるようになった。
新北市側の県民大道には橋と同名のバス停が存在するが、実際には橋への高架橋出入口の西側起点付近にあり、橋自体からは2km弱離れた内陸部に位置している。（北緯25度01分4.3秒 東経121度28分12.0秒 / 北緯25.017861度 東経121.470000度）

#### 仕様
全長は654メートル、このうち水上部は500メートル、両岸河川敷部は154メートル。箱桁橋を採用、流用した橋脚部も鉄道橋の特徴が残されている。このため橋上の全幅は狭く、自動車と排気量250cc以上の大型二輪車のみが通行可能で、歩道は併設されているが軽車両（スクーター、自転車）の専用レーンはない。

## ギャラリー

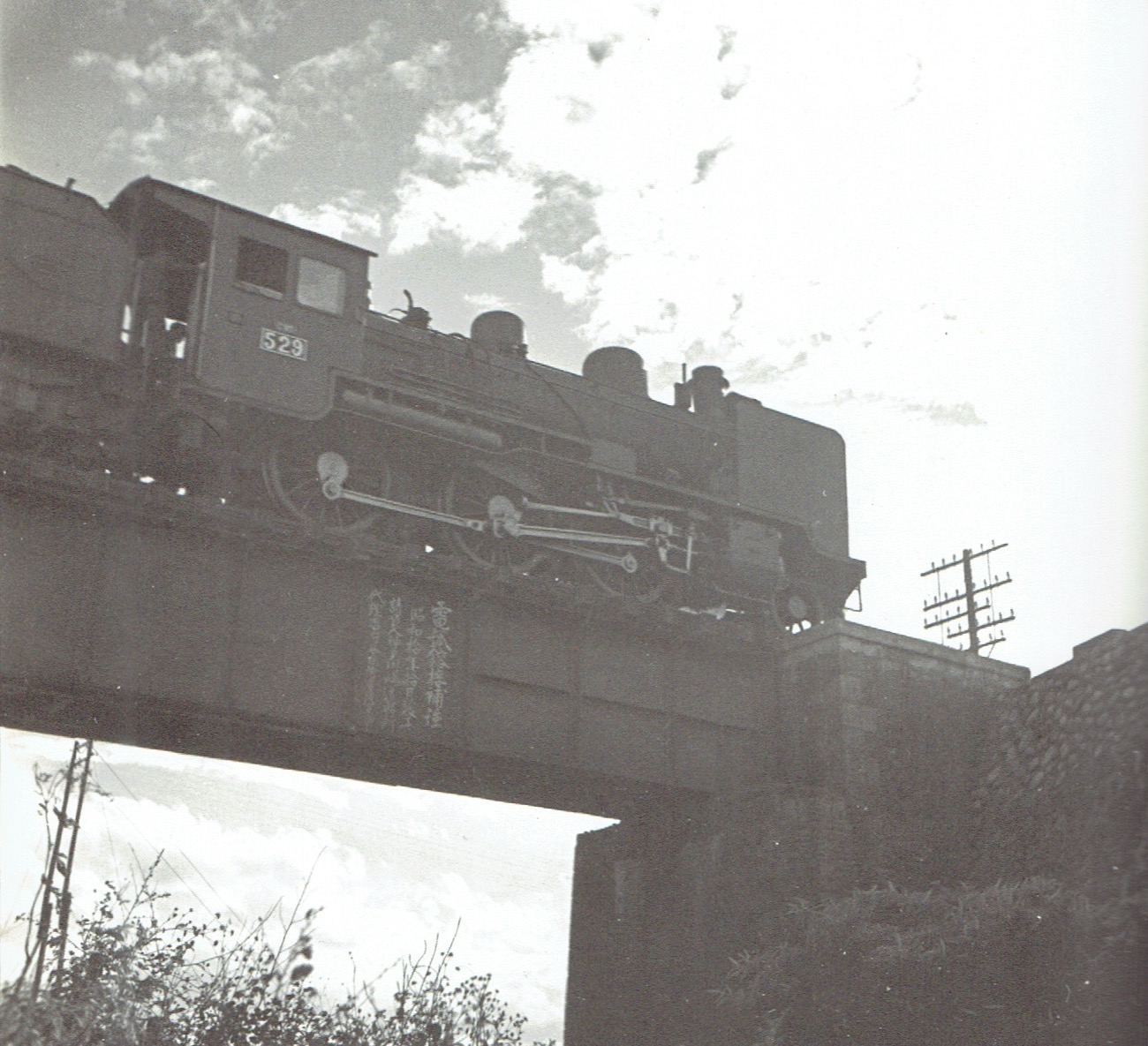
戦前の鉄橋と列車（鉄道研究家洪致文の祖父洪長庚（中国語版）が1930年代に撮影。[16]）
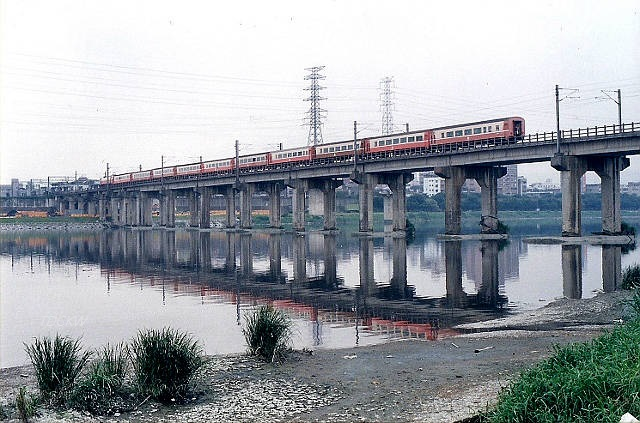
三代目新店渓橋（鉄道時代・1999年）
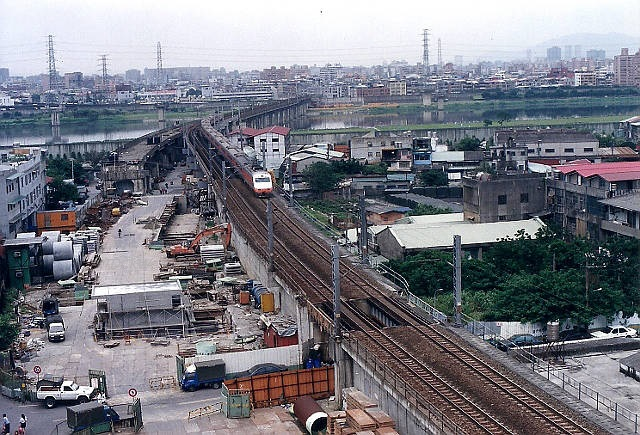
鉄道地下化事業により仮線に移行中（1999年）
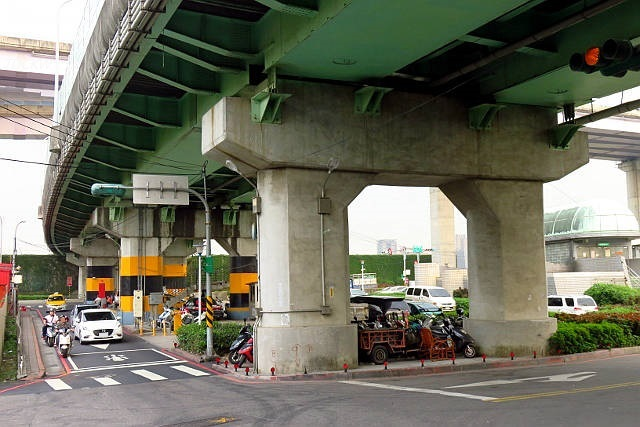
新北市側の橋脚。鉄道時代の痕跡が残る
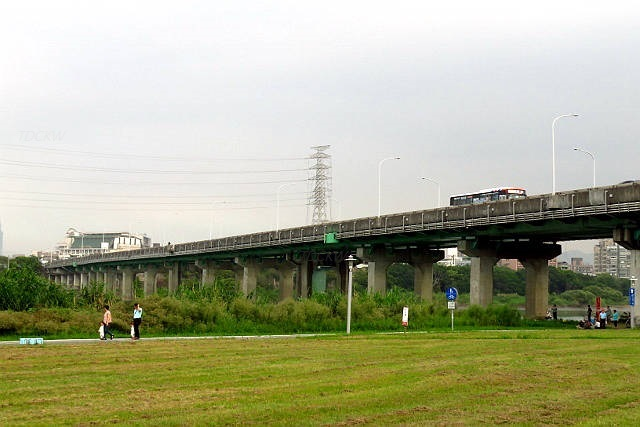
現在の華翠大橋
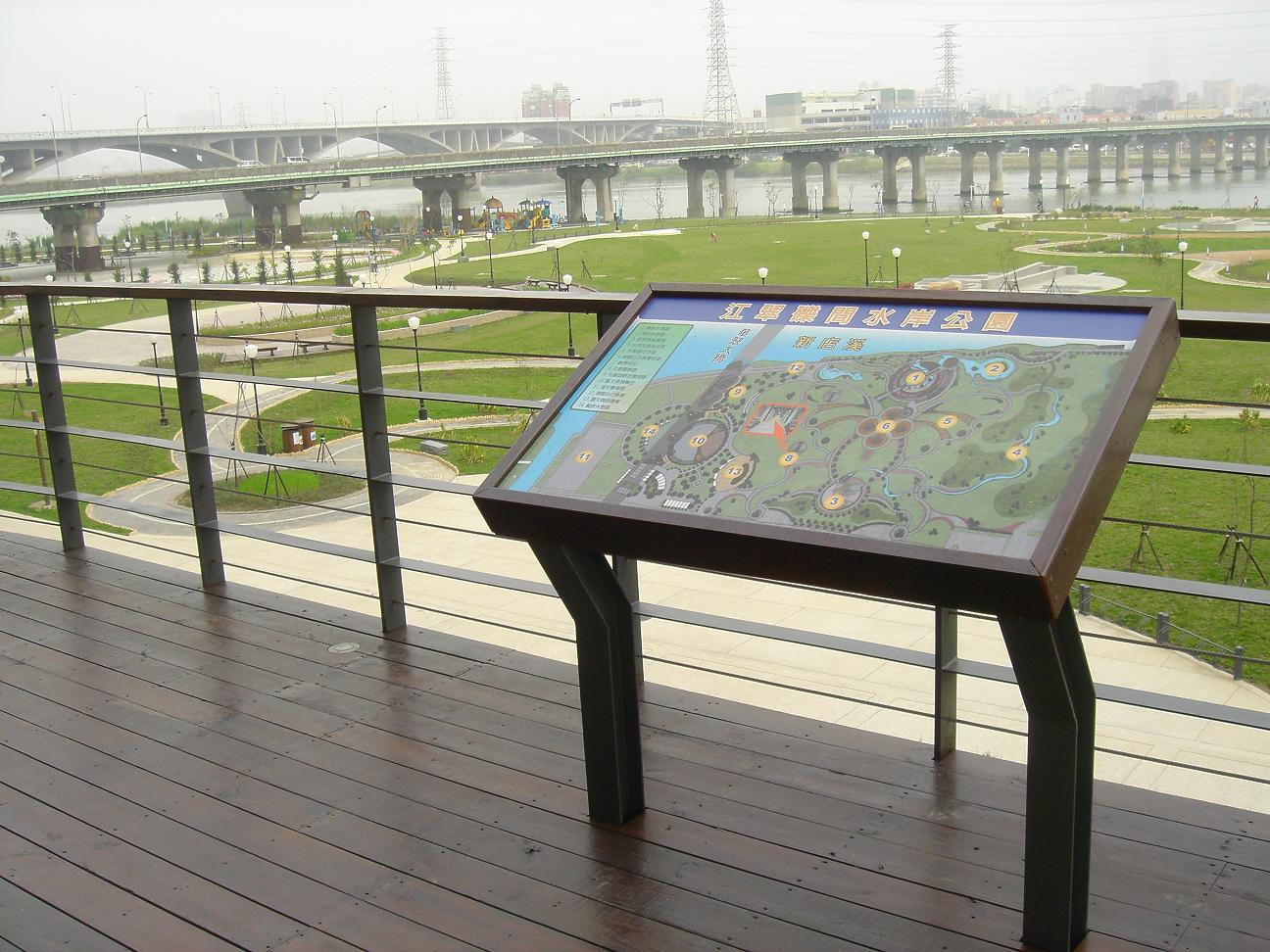
上流の江翠礫間水岸公園から望む華翠橋

### 註釈
1. ↑  一般名詞としての「大橋」の読みは訓読みの「おおはし」しかない'goo辞書 - 大橋'。
2. ↑  改建工程局は2018年6月11日付で高速鉄路工程局と統合し鉄道局となっている。

## 関連書籍
萬板紀要第四輯（2005年、交通部鉄路改建工程局） ISBN 9799860035284